# Тропа здоровья (Копетдаг)

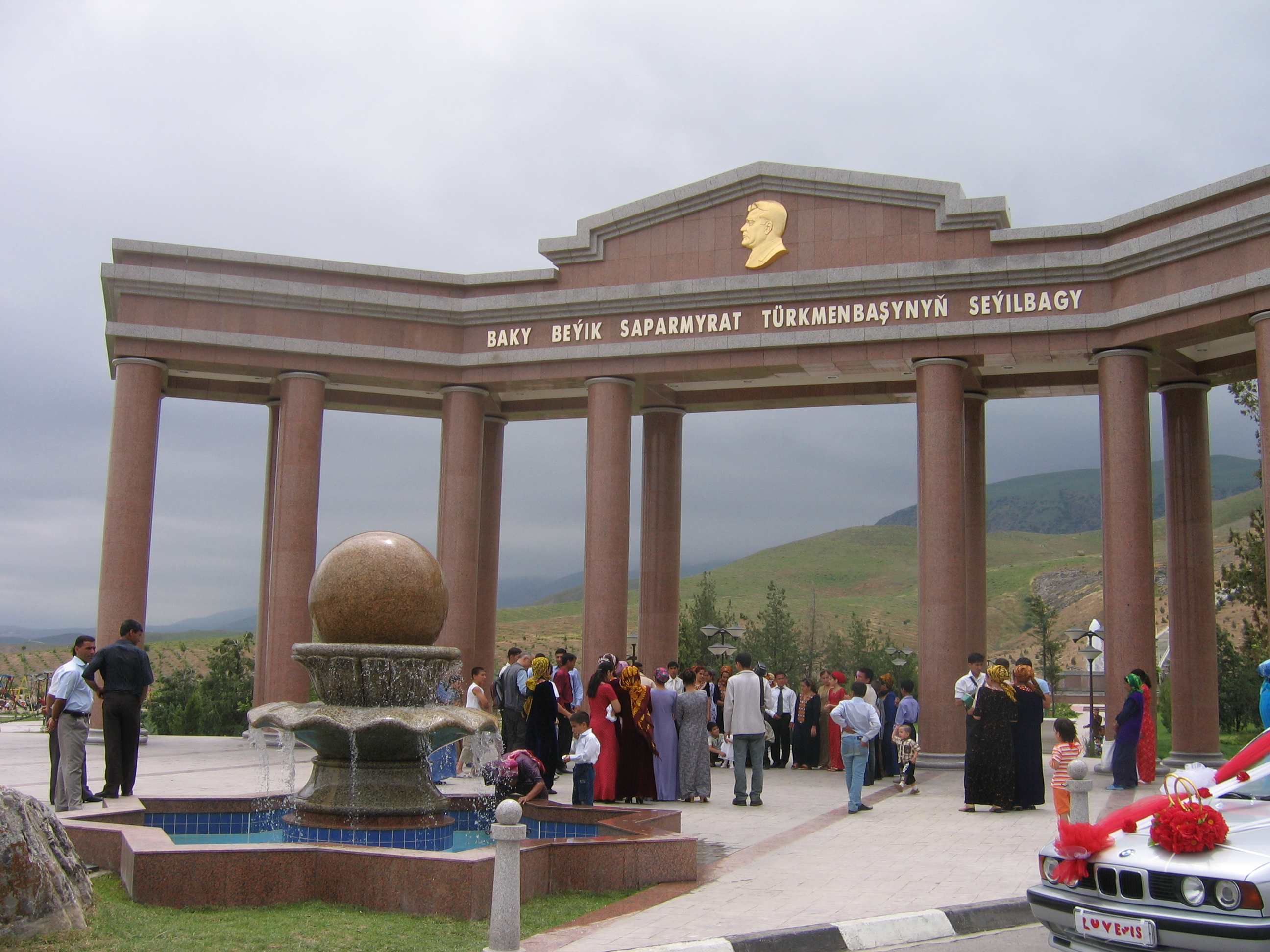
Вход в парк близ Тропы здоровья

Тропа здоровья (туркм. Saglyk ýoly) — бетонированная пешеходная дорожка длиной 36 километров. Проходит по хребту Копетдага в непосредственной близости от Ашхабада. Является местом проведения традиционных массовых спортивных мероприятий, ежегодно проходят массовые восхождения.

## История

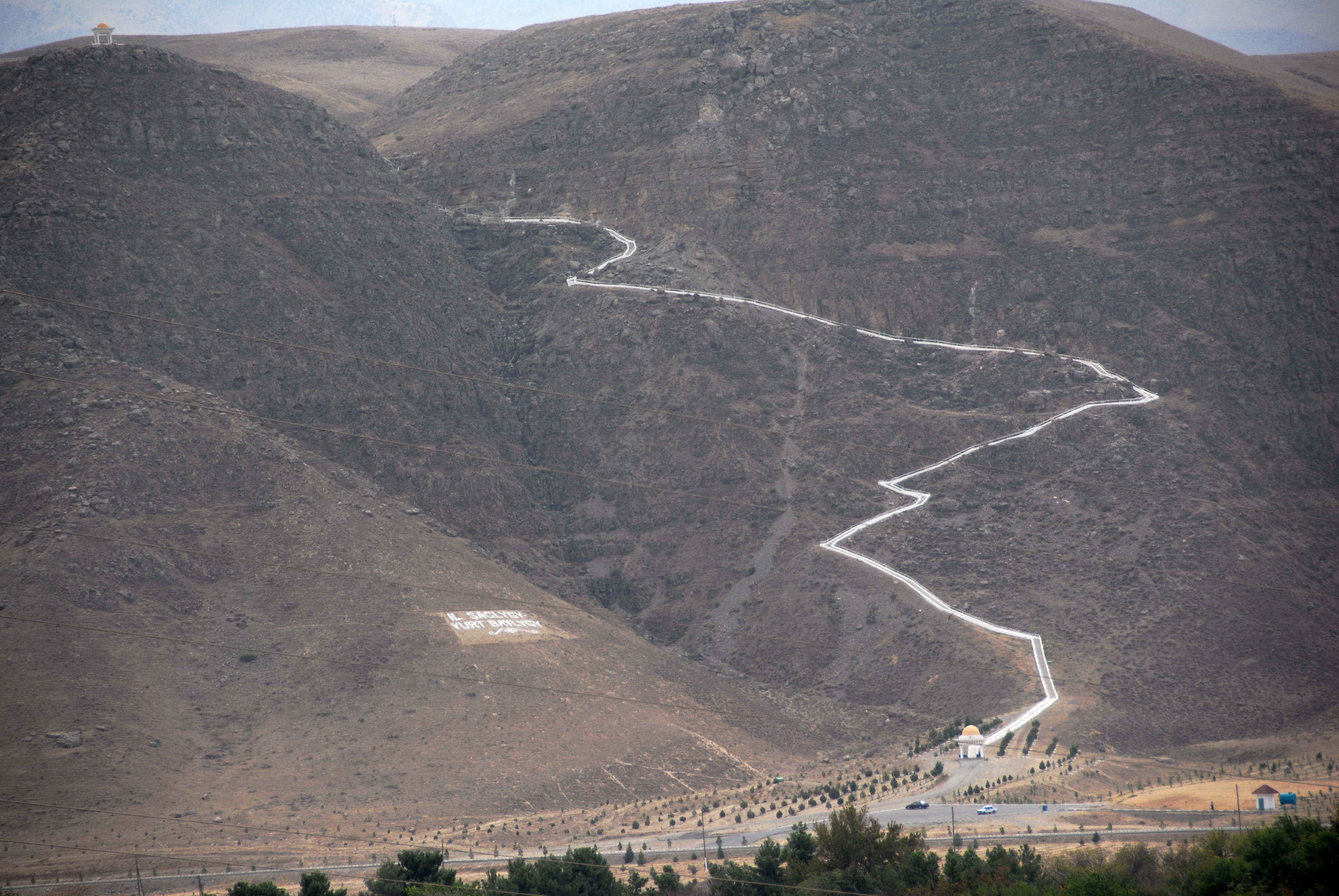

Открытие трассы здоровья состоялось 2 января 2000 года. В тот день Сапармурат Ниязов прошёл всю дистанцию, несмотря на предложения помощников часть маршрута пересечь на вертолёте. Тогда же президент распорядился продлить трассу ещё на 28 километров. Вскоре «Тропа здоровья» была официально переименована в «Сердар ёлы» («Дорога вождя»).
В 2012 году президент Туркменистана Гурбангулы Бердымухамедов высказал крайнее недовольство нынешним состоянием Тропы здоровья и предложил передать Тропу здоровья частным предпринимателям.
36-километровая пешеходная дорога в предгорьях Копетдага представляет из себя одну из достопримечательностей Туркменистана. Здесь часто бывают туристы, регулярно выходят на прогулку жители Ашхабада. Вся трасса шириной в 5 метров забетонирована, на трудных участках оборудованы перила, через каждые 12 метров установлены светильники, на протяжении всей тропы есть несколько источников питьевой воды. Прогулки по ней можно совершать в любое время года и суток, она полностью освещена. Самая верхняя точка тропы расположена на высоте более 1000 метров над уровнем моря.
Рядом с тропой построен парк, откуда берёт начало «Тропа здоровья».